# International Gymnastics Hall of Fame
La International Gymnastics Hall of Fame (inglese: Hall of Fame internazionale della ginnastica; sigla: IGHoF), è una Hall of Fame dedicata ai più grandi atleti, allenatori e dirigenti della ginnastica artistica.
Il museo di questa organizzazione non profit, con sede a Oklahoma City, si trova all'interno del Science Museum Oklahoma.
La prima Hall of Fame fu fondata nel 1972 da Frank Wells della National Gymnastics Clinic, ed aveva un solo membro, Olga Korbut; si sciolse alla fine degli anni settanta.
L'attuale museo è stato fondato nel 1986 da Glenn Sundby, editore della rivista International Gymnast. Inizialmente esso si trova a Oceanside, in California, ma è stato spostato ad Oklahoma City nel 1997.

## Membri
| Nazione                                     | Ginnasta            | Anno |
| ------------------------------------------- | ------------------- | ---- |
| Stati Uniti (bandiera)                      | Bart Conner         | 1997 |
| Svizzera (bandiera)                         | Arthur Gander       | 1997 |
| Svizzera (bandiera)                         | Jack Günthard       | 1997 |
| Romania (bandiera) · Stati Uniti (bandiera) | Béla Károlyi        | 1997 |
| Slovenia (bandiera)                         | Leon Štukelj        | 1997 |
| Giappone (bandiera)                         | Masao Takemoto      | 1997 |
| Stati Uniti (bandiera)                      | Peter Vidmar        | 1998 |
| Italia (bandiera)                           | Savino Guglielmetti | 1998 |
| Giappone (bandiera)                         | Takashi Ono         | 1998 |
| Unione Sovietica (bandiera)                 | Jurij Titov         | 1999 |
| Stati Uniti (bandiera)                      | Frank Bare          | 1999 |
| Slovenia (bandiera)                         | Miroslav Cerar      | 1999 |
| Giappone (bandiera)                         | Yukio Endō          | 1999 |
| Svizzera (bandiera)                         | Eugen Mack          | 1999 |
| Giappone (bandiera)                         | Haruhiro Yamashita  | 2000 |
| Cina (bandiera)                             | Li Ning             | 2000 |
| Unione Sovietica (bandiera)                 | Nikolaj Andrianov   | 2001 |
| Giappone (bandiera)                         | Sawao Katō          | 2001 |
| Svezia (bandiera)                           | William Thoresson   | 2001 |
| Italia (bandiera)                           | Bruno Grandi        | 2001 |
| Unione Sovietica (bandiera)                 | Boris Šachlin       | 2002 |
| Svizzera (bandiera)                         | Max Bangauter       | 2003 |
| Stati Uniti (bandiera)                      | Kurt Thomas         | 2003 |
| Unione Sovietica (bandiera)                 | Dmitrij Bilozerčev  | 2003 |
| Italia (bandiera)                           | Franco Menichelli   | 2003 |
| Unione Sovietica (bandiera)                 | Aleksandr Ditjatin  | 2004 |
| Giappone (bandiera)                         | Takuji Hayata       | 2004 |
| Finlandia (bandiera)                        | Heikki Savolainen   | 2004 |
| Unione Sovietica (bandiera)                 | Valerij Ljukin      | 2005 |
| Giappone (bandiera)                         | Akinori Nakayama    | 2005 |
| Unione Sovietica (bandiera)                 | Vladimir Artëmov    | 2006 |
| Giappone (bandiera)                         | Eizō Kenmotsu       | 2006 |
| Germania Ovest (bandiera)                   | Eberhard Gienger    | 2007 |
| Giappone (bandiera)                         | Shigeru Kasamatsu   | 2007 |
| Bulgaria (bandiera)                         | Stojan Delčev       | 2008 |
| Giappone (bandiera)                         | Shūji Tsurumi       | 2008 |
| Ucraina (bandiera)                          | Viktor Čukarin      | 2009 |
| Romania (bandiera)                          | Octavian Belu       | 2009 |
| Bielorussia (bandiera)                      | Vitaly Scherbo      | 2009 |
| Unione Sovietica (bandiera)                 | Yuri Korolev        | 2010 |
| Unione Sovietica (bandiera)                 | Michail Voronin     | 2010 |
| Unione Sovietica (bandiera)                 | Alexander Tkachev   | 2011 |
| Unione Sovietica (bandiera)                 | Leonid Arkaev       | 2011 |
| Ungheria (bandiera)                         | Zoltán Magyar       | 2012 |
| Unione Sovietica (bandiera)                 | Al'bert Azarjan     | 2013 |
| Cina (bandiera)                             | Li Yuejiu           | 2014 |
| Germania Est (bandiera)                     | Klaus Köste         | 2014 |
| Azerbaigian (bandiera)                      | Valery Belenky      | 2015 |
| Ucraina (bandiera)                          | Igor Korobchinsky   | 2016 |
| Bulgaria (bandiera)                         | Jordan Jovtchev     | 2016 |
| Russia (bandiera)                           | Aleksej Nemov       | 2017 |
| Giappone (bandiera)                         | Shun Fujimoto       | 2017 |

| Nazione                     | Ginnasta              | Anno |
| --------------------------- | --------------------- | ---- |
| Unione Sovietica (bandiera) | Olga Korbut           | 1988 |
| Romania (bandiera)          | Nadia Comăneci        | 1993 |
| Stati Uniti (bandiera)      | Mary Lou Retton       | 1997 |
| Stati Uniti (bandiera)      | Cathy Rigby           | 1997 |
| Cecoslovacchia (bandiera)   | Věra Čáslavská        | 1998 |
| Unione Sovietica (bandiera) | Larisa Latynina       | 1998 |
| Unione Sovietica (bandiera) | Ljudmila Turiščeva    | 1998 |
| Unione Sovietica (bandiera) | Nelli Kim             | 1999 |
| Germania Est (bandiera)     | Maxi Gnauck           | 2000 |
| Romania (bandiera)          | Ecaterina Szabó       | 2000 |
| Unione Sovietica (bandiera) | Lyubov Burda          | 2001 |
| Romania (bandiera)          | Teodora Ungureanu     | 2001 |
| Unione Sovietica (bandiera) | Polina Astachova      | 2002 |
| Ungheria (bandiera)         | Ágnes Keleti          | 2002 |
| Romania (bandiera)          | Daniela Silivaș       | 2002 |
| Giappone (bandiera)         | Keiko Ikeda           | 2002 |
| Francia (bandiera)          | Berthe Villancher     | 2002 |
| Germania Est (bandiera)     | Karin Janz            | 2003 |
| Polonia (bandiera)          | Helena Rakoczy        | 2004 |
| Unione Sovietica (bandiera) | Elena Šušunova        | 2004 |
| Unione Sovietica (bandiera) | S'vjatlana Bahinskaja | 2005 |
| Germania Est (bandiera)     | Erika Zuchold         | 2005 |
| Unione Sovietica (bandiera) | Natalia Kuchinskaya   | 2006 |
| Stati Uniti (bandiera)      | Shannon Miller        | 2006 |
| Romania (bandiera)          | Simona Amânar         | 2007 |
| Unione Sovietica (bandiera) | Elena Davydova        | 2007 |
| Ucraina (bandiera)          | Lilia Podkopayeva     | 2008 |
| Cina (bandiera)             | Ma Yanhong            | 2008 |
| Stati Uniti (bandiera)      | Dominique Dawes       | 2009 |
| Unione Sovietica (bandiera) | Elvira Saadi          | 2009 |
| Ungheria (bandiera)         | Henrietta Ónodi       | 2010 |
| Romania (bandiera)          | Lavinia Miloșovici    | 2011 |
| Germania Est (bandiera)     | Steffi Kräker         | 2011 |
| Unione Sovietica (bandiera) | Natal'ja Šapošnikova  | 2012 |
| Stati Uniti (bandiera)      | Kim Zmeskal           | 2012 |
| Romania (bandiera)          | Gina Gogean           | 2013 |
| Unione Sovietica (bandiera) | Natal'ja Jurčenko     | 2014 |
| Stati Uniti (bandiera)      | Jackie Fie            | 2014 |
| Russia (bandiera)           | Elena Zamolodčikova   | 2015 |
| Ucraina (bandiera)          | Tetjana Lysenko       | 2016 |
| Romania (bandiera)          | Aurelia Dobre         | 2016 |
| Stati Uniti (bandiera)      | Alicia Sacramone      | 2017 |
| Uzbekistan (bandiera)       | Oksana Čusovitina     | 2017 |